# Ctenichneumon praelatus
Ctenichneumon praelatus är en stekelart som först beskrevs av Alexander Henry Haliday 1836.  Ctenichneumon praelatus ingår i släktet Ctenichneumon och familjen brokparasitsteklar. Inga underarter finns listade i Catalogue of Life.